# Liste der Naturschutzgebiete im Landkreis Biberach
Im Landkreis Biberach gibt es 31 Naturschutzgebiete. Für die Ausweisung von Naturschutzgebieten ist das Regierungspräsidium Tübingen zuständig. Das älteste Naturschutzgebiet im Kreis ist das bereits 1938 eingerichtete Naturschutzgebiet Allgaier Riedle. Nach der Schutzgebietsstatistik der Landesanstalt für Umwelt, Messungen und Naturschutz Baden-Württemberg (LUBW) stehen 3.588,96 Hektar Fläche des Landkreises unter Naturschutz, das sind 2,55 Prozent.
| Name                                                                 | Bild | Kennung            | Einzelheiten | Position | Fläche Hektar | Datum         |
| -------------------------------------------------------------------- | ---- | ------------------ | --- | -------- | ------------- | ------------- |
| Allgaier Riedle                                                      | BW   | 4.012 WDPA: 81264  | Bad Schussenried Von Moränenhügeln umgebenes Becken als Teil eines würmeiszeitlichen Eisstausees. Flachmoor mit altem Erlenbruch im Übergang zum Fichtenwald. Zahlreiche Erlen mit Wurzelstelzen; eingesprengt Esche, Eiche und Moorbirke. Im Krebsgraben Verlandungsgesellschaften. | ⊙        | 3,0           | 25. Feb. 1938 |
| Federsee                                                             |      | 4.019 WDPA: 1542   | Alleshausen, Bad Buchau, Moosburg (Federsee), Oggelshausen Federsee und Teile des Federseeriedes in einem glazialen Becken; typisches Beispiel für Verlandungsvorgänge mit allen Stadien der Entwicklung vom offenen Wasser über die Wasser- und Uferpflanzen zum Flach- und Hochmoor (s. NSG 4.36 „Wildes Ried“). Durch vielfältige Biotope sehr artenreiche Vogelwelt, in erster Linie Wasservögel, Greifvögel und Singvögel; Rastplatz für Zugvögel; zahlreiche vorgeschichtliche Funde; Teile des Riedes zwischen Moosburg und Buchau Banngebiet. | ⊙        | 1.402,0       | 15. Juni 1939 |
| Vogelfreistätte Lindenweiher                                         |      | 4.024 WDPA: 82102  | Hochdorf (Riß) Künstlich aufgestauter Weiher im Bereich der Niederterrassenschotter des Rißtales. Der Weiher wird von mehreren Quellseen gespeist; ausgedehnte Schilf- und Waldgürtel um den Weiher und die Quellseen; Brut- und Rastgebiete zahlreicher Vogelarten. | ⊙        | 47,0          | 18. Okt. 1939 |
| Mauchenmühle                                                         | BW   | 4.078 WDPA: 82145  | Eberhardzell, Bad Wurzach Quellhang mit seltenen Pflanzen- und Tiergesellschaften. (NR: Riß-Aitrach-Platten). | ⊙        | 11,6          | 15. Juli 1980 |
| Riedschachen                                                         | BW   | 4.026 WDPA: 82415  | Bad Schussenried Moorwald im Großen Ried am Südostrand des Federseebeckens; alte Bestände von Waldkiefer, Moorbirke und Fichte, randlich auch Buche und Eiche; Bannwald (LWaldG § 32). | ⊙        | 11,1          | 10. Feb. 1941 |
| Ummendorfer Ried                                                     |      | 4.027 WDPA: 82747  | Biberach an der Riß, Hochdorf (Riß), Ummendorf (bei Biberach) Niedermoor mit Hochmoorresten, offene Wasserflächen und abgetorfte Teile in unterschiedlichsten Entwicklungsstadien, mit unterschiedlichen Lebensbereichen, Rast- und Mauserplatz für eine Vielzahl von Zugvögeln; ideales Anschauungsobjekt für die moorkundliche Forschung und Heimatkunde. | ⊙        | 121,5         | 8. Dez. 1988  |
| Wildes Ried                                                          |      | 4.036 WDPA: 82917  | Bad Schussenried Reste des Hochmoores im südlichen Teil des Federseebeckens (s. NSG 4.19 „Federsee“). Verheidetes Bergkiefernmoor; im Nordosten Birken-Gebüsch; Schonwald (LWaldG § 32). | ⊙        | 22,6          | 19. Jan. 1960 |
| Tannenhalde                                                          | BW   | 4.037 WDPA: 82685  | Zwiefalten, Langenenslingen Nord- und Südhänge eines schmalen Höhenrückens. Nordhänge mit frischem Hangbuchenwald, im unteren schuttreichen Bereich Schluchtwald mit Bergahorn, Esche, Bergulme und Sommerlinde. Trockene Südhänge mit thermophilem Hangbuchenwald. Auf Geröll Hasel-Gebüsch; Bannwald (LWaldG § 32). | ⊙        | 33,2          | 2. Mai 1980   |
| Sauloch                                                              |      | 4.047 WDPA: 82499  | Langenenslingen Ehemalige Schafweide mit artenreicher Flora. | ⊙        | 2,7           | 20. Feb. 1970 |
| Schand                                                               | BW   | 4.091 WDPA: 82507  | Laupheim Feuchtgebiet mit ergänzendem trockenerem Bereich in intensiv landwirtschaftlich genutzter Landschaft als Lebensraum für zahlreiche vom Aussterben bedrohte und geschützte Pflanzen- und Tierarten | ⊙        | 16,7          | 26. Okt. 1981 |
| Storchenwiesen                                                       | BW   | 4.099 WDPA: 82654  | Altheim (bei Riedlingen) Feuchtgebiet als Nahrungs- und Brutbiotop seltener Vogelarten, sowie als Durchzugsgebiet vom Aussterben bedrohter Watvögel. | ⊙        | 7,1           | 1. Sep. 1982  |
| Wettenberger Ried                                                    |      | 4.100 WDPA: 82906  | Eberhardzell, Hochdorf (Riß) Hochmoore Wettensee und Wasenmoos mit ihren moorkundlichen Besonderheiten auf der höchsten Erhebung des Altmoränengebietes des LK Biberach. Das gesamte Gebiet ist als Bannwald (§ 32 Landeswaldgesetz) ausgewiesen. | ⊙        | 66,6          | 19. Okt. 1982 |
| Gedüngtes Ried                                                       | BW   | 4.122 WDPA: 163207 | Ehingen (Donau), Schemmerhofen Niedermoor inmitten landwirtschaftlich intensiv genutzter Landschaft als Lebensraum für zahlreiche geschützte Pflanzen- und Tierarten. Rest der ehemals ausgedehnten Ingerkinger Riede (vergl. NSG 4.91 „Schand“). | ⊙        | 17,4          | 29. März 1985 |
| Lange Grube                                                          | BW   | 4.138 WDPA: 164340 | Unlingen Aufgelassene Kiesgrube als Lebensraum zahlreicher Tierarten (vor allem seltene Vogelarten und eine Fülle von Amphibien u. Schmetterlingen) und Rohböden als Standort von Pionier- und Ruderalvegetation. | ⊙        | 6,7           | 22. Apr. 1987 |
| Gutershofer Weiher                                                   |      | 4.150 WDPA: 163418 | Attenweiler Weiher mit Verlandungszone; Laichgewässern für Amphibien, Lebensraum für Libellen, Fledermäuse und seltene Vogelarten. | ⊙        | 7,6           | 3. Feb. 1989  |
| Blinder See Kanzach                                                  |      | 4.155 WDPA: 162458 | Kanzach, Riedlingen Abgetorftes Zwischenmoor mit Torfstichsee, Schwingrasen, Schwimmblatt-Pflanzengesellschaft und Moorwald. | ⊙        | 10,0          | 1. März 1989  |
| Ofenwisch                                                            | BW   | 4.158 WDPA: 164930 | Riedlingen Kulturlandschaft der Riedlinger Donauaue mit Resten von Altarmen und Feuchtvegetation als Brut-, Nahrungs- und Rastbiotop bedrohter Tierarten, insbesondere des Weißstorches. | ⊙        | 40,6          | 19. Mai 1989  |
| Müsse                                                                |      | 4.159 WDPA: 164742 | Laupheim Niedermoor als Lebensraum für zahlreiche Tier- und Pflanzenarten; Rast- und Schlafplatz, Winterquartier und Nahrungsrevier für durchziehende Vogelarten (Vogelstraße zum Bodensee). | ⊙        | 12,8          | 5. Juni 1989  |
| Ehebach                                                              | BW   | 4.170 WDPA: 162853 | Riedlingen Natürlicher Bachlauf, feuchte Wiesen und Hangwald; Brut- und Nahrungsrevier für zahlreiche geschützte Vogelarten. | ⊙        | 11,2          | 17. Juli 1990 |
| Flußlandschaft Donauwiesen                                           |      | 4.189 WDPA: 163123 | Riedlingen, Unlingen Kulturell geprägte Auewiesenlandschaft mit weitgehend natürlichen Altarmen und Uferbereichen, die ökologisch aufgewertet werden soll; seltene Lebensgemeinschaften der Flussauen, bewaldete Prallhänge der Donau. | ⊙        | 556,8         | 10. Mai 1991  |
| Schwaigfurter Weiher                                                 |      | 4.215 WDPA: 165478 | Bad Schussenried Brutgebiet für seltene, zum Teil vom Aussterben bedrohte Wasser- und Sumpfvogelarten; wertvolle Röhrichtflächen, Streuwiesen und Bruchwaldbestände; im Weiher kommen zahlreiche seltene Planktonarten und Schwimmblattpflanzen vor. | ⊙        | 48,1          | 15. Jan. 1993 |
| Südliches Federseeried                                               |      | 4.240 WDPA: 165787 | Bad Buchau, Oggelshausen Faunistisch reichhaltiges Niedermoor, das es zu pflegen und fördern gilt; mit extensiver Wiesennutzung floristisch und faunistisch hochwertige Hochmoorreliktstandorte; regionale, überregionale und internationale Funktion als Brut- und Rastplatz für zahlreiche Zugvogelarten und als Lebensraum | ⊙        | 517,9         | 24. März 1994 |
| Mohn’scher Park                                                      | BW   | 4.241 WDPA: 164651 | Laupheim Alter Park mit relativ naturnaher Vegetation, naturnahe Altwasserschlingen, Auewald- und Gebüschflächen sowie Überschwemmungsflächen mit großer Artenvielfalt; Lebensstätte einer Saatkrähenkolonie. | ⊙        | 7,0           | 30. Apr. 1994 |
| Hagnaufurter Ried                                                    | BW   | 4.248 WDPA: 163475 | Ingoldingen, Aulendorf Faunistisch reichhaltige und landschaftsprägende Niedermoorflächen und floristisch und faunistisch hochwertige, sich naturnah regenerierende ehemalige Torfstiche; regionale und überregionale Funktion als Brut- und Rastplatz für zahlreiche Vogelarten; wichtiges Element im Verbund oberschwäbischer Feuchtgebiete. | ⊙        | 31,5          | 1. Dez. 1994  |
| Osterried                                                            | BW   | 4.269 WDPA: 164962 | Laupheim, Mietingen Außerordentlich vielfältige Riedlandschaft mit Quellbereichen, Schilfgebieten, und einem unmittelbar benachbarten Trockenhang, die einer Vielzahl äußerst seltener und z. T. vom Aussterben bedrohter Tier- und Pflanzenarten als Lebensraum dienen; internationale Funktion als Brut- und Rastplatz in einer Vogelzugstraße. | ⊙        | 119,5         | 15. Sep. 1996 |
| Heusteige                                                            |      | 4.285 WDPA: 318542 | Langenenslingen Durch klimatische, geologische, morphologische und nutzungsgeschichtliche Voraussetzungen entstandenes Mosaik schutzwürdiger, landschaftstypischer und kulturhistorisch bedeutsamer Biotope; artenreiche und bedrohte Pflanzen- und Tiergemeinschaften der Trocken- und Halbtrockenrasen ehemaliger Wacholderheiden und heute noch genutzter Magerwiesen und Feldhecken und Feldgehölze mit ihren Saumgesellschaften; Zufluchtsort für zahlreiche licht- sowie wärmeliebende Pflanzen und Tierarten; Relikt der früheren Schafbeweidung von hohem landeskulturellem Wert; die dauerhafte Sicherung der Heide durch Nutzung oder zumindest Pflege als Magerwiese möglichst aber wieder als Schafweide soll gewährleistet sein. | ⊙        | 16,0          | 27. Feb. 1998 |
| Kirchhalde                                                           |      | 4.286 WDPA: 318655 | Langenenslingen Landschaftstypische und kulturhistorisch bedeutsame Wacholderheiden und Kalkmagerweiden als prägendes Landschaftselement; Habitat der artenreichen und bedrohten Pflanzen- und Tiergemeinschaften der Halbtrockenrasen, Trockenrasen und Gebüsche im Verbund als trockenwarme Biotope mit wertvoller, gefährdeter Flora und Fauna; Zufluchtsort für zahlreiche licht- sowie wärmeliebende Pflanzen und Tierarten; als Relikt der früheren Wirtschaftsweise von hohem landeskulturellem Wert; durch weitere Nutzung als extensive Schafweide oder zumindest durch Pflege als Magerrasen soll die dauerhafte Sicherung der Heide gewährleistet sein.                                                                            | ⊙        | 8,0           | 27. Feb. 1998 |
| Westliches Federseeried/Seelenhofer Ried                             |      | 4.294 WDPA: 319322 | Alleshausen, Bad Buchau, Betzenweiler, Kanzach Faunistisch reichhaltiges und landschaftsprägendes Niedermoor mit, ihm angepasste extensive Wiesennutzung. Dessen regionale, überregionale und internationale Funktion als Brut- und Rastplatz für zahlreiche Zugvogelarten, als Lebensraum für seltene und höchst gefährdete Wiesenbrüter sowie die Funktion als Lebensraum für Amphibien gilt es zu bewahren, zu pflegen und zu fördern. Erhalten werden sollen auch Fauna und insbesondere Flora des Moosburger Wäldchens. | ⊙        | 241,0         | 7. Juni 1999  |
| Nördliches Federseeried                                              |      | 4.301 WDPA: 318866 | Alleshausen, Seekirch, Uttenweiler Für das Traufgebiet der Hohen Schwabenalb repräsentativer Hangabschnitt mit Mergelrutschhalden, Felsbildungen, reliktischen Pflanzengesellschaften und wertvollen Waldgesellschaften; als Lebensraum für eine Vielzahl seltener, überwiegend alpigener, z. T. stark gefährdeter Pflanzenarten, sowie seltener Tierarten; mit teilweise nicht genutzten, oft nur extensiv bewirtschafteten, reich strukturierten Wäldern und reliktischen Wildgrasfluren. Europaweit bedeutende Fundstätten von Siedlungsresten aus der Stein- und Bronzezeit. | ⊙        | 170,0         | 10. Apr. 2001 |
| Flusslandschaft Donauwiesen zwischen Zwiefaltendorf und Munderkingen |      | 4.313 WDPA: 378082 | Emeringen, Lauterach (Alb-Donau-Kreis), Munderkingen, Obermarchtal, Rechtenstein, Untermarchtal | ⊙        | 582,0         | 14. März 2006 |
| Warmtal                                                              | BW   | 4.317 WDPA: 378379 | Langenenslingen Erhaltung des Mosaiks landschaftstypischer und kulturhistorisch bedeutsamer Biotope des Trockentals und der bewaldeten Hänge auf den Gemarkungen Emerfeld und Friedingen. Erhalt des Komplexes aus Pflanzengesellschaften der Trockenrasen und Halbtrockenrasen, Saumgesellschaften, Wacholderheiden mit Weidbuchen, strukturreichen Waldrandgesellschaften, Kiefern-Fichten-Sukzessionswald und Seggenbuchenwäldern zur Lebensraumsicherung der gefährdeten Flora und Fauna. Der Erhalt und die Förderung der nach der FFH-Richtlinie geschützten Lebensraumtypen. | ⊙        | 30,0          | 29. Juni 2007 |
| Legende für Naturschutzgebiet                                        |      |                    | |          |               |               |